# 報復兵器

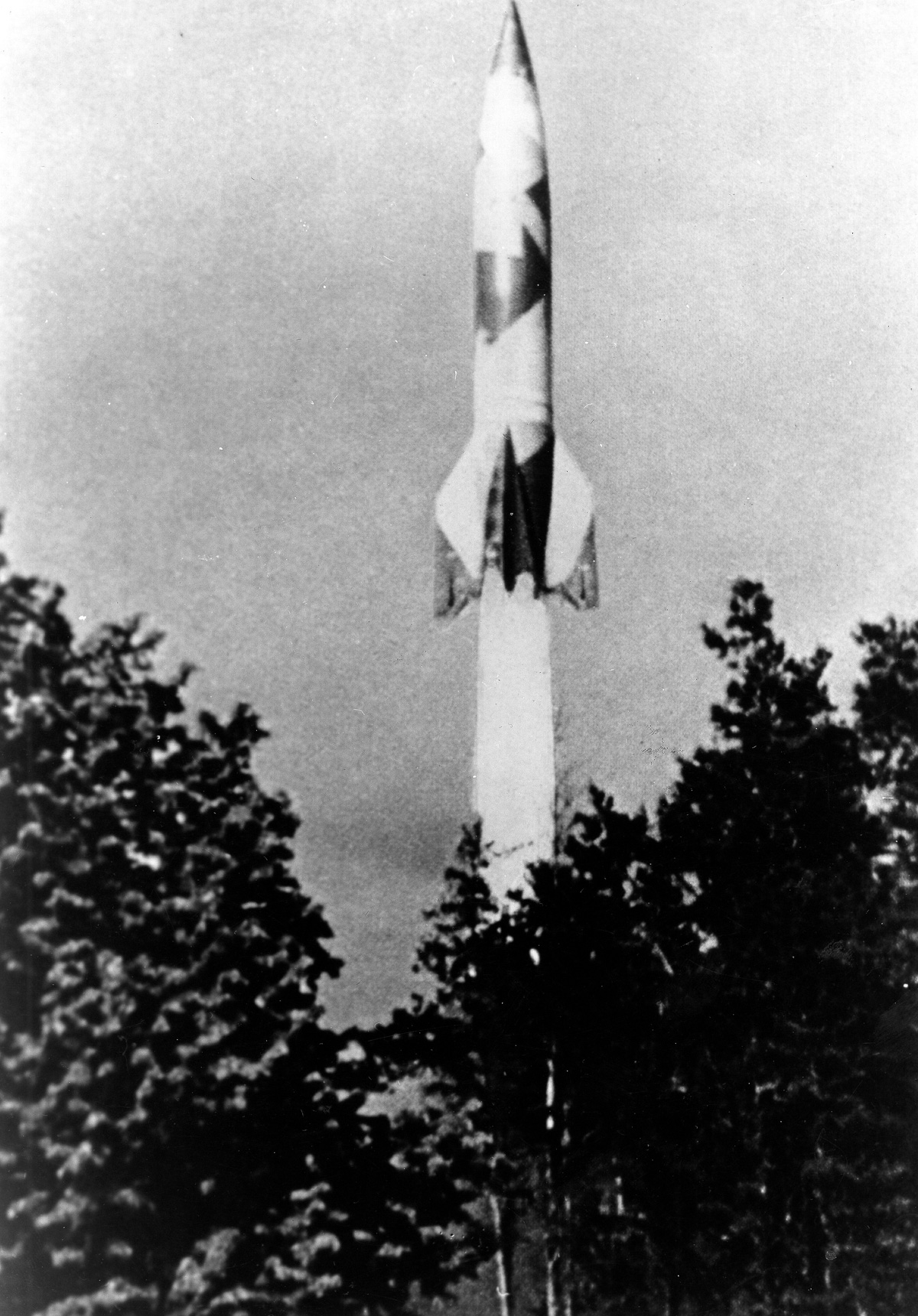
発射されるV2ロケット

報復兵器（ほうふくへいき、独：Vergeltungswaffe）は、第二次世界大戦におけるドイツ軍のミサイル/ロケット兵器で、V1飛行爆弾とV2ロケットの総称である。ナチス・ドイツの宣伝大臣ヨーゼフ・ゲッベルスが対英報復のための兵器として命名した。
またV3号として射程130kmの長距離ロケット砲「V3 15センチ高圧ポンプ砲（ホッホドルックプンペ、別名タウゼントフュスラー（ムカデ）砲）」が3門完成していたが、実戦投入される前に爆撃破壊された。

## V1飛行爆弾
報復兵器第1号（Vergeltungswaffe 1）の略称で、正式名称はフィーゼラー Fi 103。
パルスジェットエンジンを搭載した飛行爆弾として開発がスタートしたため、空軍の管轄であった。現代では巡航ミサイルに分類される。
V1飛行爆弾はV2ロケットのおよそ1/10の費用で開発、生産された。V2とは異なり入手の比較的容易な燃料のみが必要で、徐々に蒸発する極低温の液体酸素のような酸化剤は不要であった。それでいて弾頭の重量は850kgあり、V2と比較して破壊力は遜色なかった。
その結果24200機のV1が発射されたのに対してV2は3500機の発射でV1は平均すると110機/日の発射に対してV2は16機/日の発射に留まった。
実質的に与えた損害においてはV2よりもV1の方が多かった事が戦後の調査で判明している。
V1の弾頭はV2の弾頭のように大気圏再突入による加熱がないため、暴発せず、V2の弾頭は垂直に近い角度で高速で建物や地面に陥入してから爆発するので爆風が緩和されたが、V1の弾頭は比較的浅い角度で低速で突入して建物の表面付近で爆発するので爆風の及ぼす範囲が広かった。さらにV2は前触れなく突然落下するのに対してV1の発する特有の音は恐怖をもたらす心理的な効果があった。

## V2ロケット
報復兵器第2号（Vergeltungswaffe 2）の略称で、液体燃料ロケットを搭載した世界初の弾道ミサイルである。推進装置を搭載しているが「巨大で高性能な砲弾」とみなされたことから陸軍の管轄であった。
最大射程は320kmで最大射程時に飛行時間は5分半で高度は93.3kmに到達した。命中精度は現在の基準では実用的ではないくらい低く、7～17kmだった。発射されたミサイルのおよそ4%が発射後30秒間で故障した。およそ6%が弾頭の暴発やタンクの爆発で空中分解した。また再突入時にも構造の破壊で多数が失われた。その結果、ロンドンへ向けて発射された1152機中、到達したのはわずか517機に過ぎなかった。
アマトール爆薬が弾頭に使用された理由は大気圏再突入時の暴発を防ぎ、信頼性を高めるために低感度爆薬を選択しなければならなかったからである。一方、搭載されていた触発信管は高感度で連合国側で発見された不発弾頭はわずか2基のみだった。

## V3
報復兵器第3号（Vergeltungswaffe 3）の略称で、正式名称はV3 15センチ高圧ポンプ砲（ホッホドルックプンペ）。
砲であるため陸軍の管轄であった。
長さ150mの長砲身に合計28個の側部薬室を取り付けた多薬室砲である。枝状に設置された側部薬室の状態から、別名「タウゼントフュスラー（ムカデ）砲」と呼ばれた。
ドイツ大使館在武官であったギュンター・ホーゼルによれば、V3については他説あって、Hs117D シュメッタリングを第3号と呼称したという。同機はミサイルでありV1/V2に続く報復兵器としての流れには沿っているかにみえる。